# هند بنت عمرو بن حرام
هند بنت عمرو بن حرام الأنصارية  رضي الله عنها، صحابية جليلة، تزوجها عمرو بن الجموح بن زيد بن حرام ، فولدت له، وقتل عنها يوم أحد.

## نسبها
هند بنت عمرو بن حرام بن ثعلبة بن حرام بن كعب بن غنم بن كعب بن سلمة

## أقاربها
هي أم خلاد، وزوجة عمرو بن الجموح وعمة جابر بن عبد الله، وعمة أم معاذ بنت عبد الله، وأخت عبد الله واخت لميس واخت الشموس بنت عمرو بن حرام بن ثعلبة واخت أم عمرو بنت عمرو بن حرام بن ثعلبة وأمها هند بنت قيس بن القريم بن أمية بن سنان بن كعب بن غنم بن كعب بن سلمة .

## مواقف من حياتها
مع الرسول صلى الله عليه وسلم
- أسلمت هند - رضي الله عنها - وبايعت رسول الله ﷺمع أخواتها الشموس ولميس وأم عمرو بنات عمرو بن حرام وأمهن هند بنت قيس.[3][4]
- شهدت هند خيبر مع رسول الله ﷺ.
- مما روت من الأحاديث عن رسول الله ﷺ

روي عن عائشة رضي الله عنها قالت : خرجنا صبيحة يوم أحد من السحر، فإذا امرأة أقبلت بين عدلين . فقلنا : ما الخبر؟ قالت : خيراً، دفع الله عن رسوله وعن المؤمنين، واتخذ الله من المؤمنين شهداء، ورد الله الذين كفروا بغيظهم، لم ينالوا خيراً. ثم قالت لبعيرها : (حل)، فقلنا : ماهذا ؟ قالت : أخي وزوجي. ودفن أخوها وزوجها في قبر واحد.[بحاجة لمصدر]